# Wilczek Frigyes
Gróf Wilczek Frigyes (Erdőkürt, 1874. november 26. - Kápolnásnyék, 1941. július 22.) országgyűlési képviselő, Nyitra, majd Hont vármegye főispánja, földbirtokos.

## Élete
Szülei Wilczek Eduárd Frigyes és Prónay Anna voltak. A kalocsai Stephanaeumban, majd a Ferenc József nevelőintézetben végezte a középiskoláit. 1897-ben avatták az államtudományok doktorává a Pázmány Péter Egyetemen. Ezután Hont vármegye szolgálatába lépett mint aljegyző. 1901-ben az alsólendvai kerületben nép-párti programmal országgyűlési képviselővé választották, 1908-ban pedig gróf Andrássy Gyula belügyminisztersége alatt Nyitra vármegye főispánja lett. 1910-ben Hont vármegye, valamint Selmec- és Bélabánya városok főispánjává nevezték ki. 1913-ban, amikor gróf Tisza Istvánt nevezték ki miniszterelnökké, lemondott és nyugdíjba vonult. 
A világháború kitörésekor, Tisza a hadsegélyző bizottságnak gróf Apponyi Albert elnöksége alatt álló népjóléti albizottsága vezetőségével bízta meg, s e minőségben működött Tisza 1917-es lemondásáig. 1922-ben megalapította a Magyar Légiforgalmi Társaságot és annak 1928-ig igazgatósági elnöke volt. 
1941. július 26-án Felsőszemeréden helyezték örök nyugalomra.
Felesége Latinovits Márta (1884-1925), gyermekei Marianne Leontine (1905), Erzsébet Paula (1906-1909), Henrik Vilmos (1912-1937).